# Alexandre Lippmann
Alexandre Auguste Lippmann (París, 11 de junio de 1881-París, 23 de febrero de 1960) fue un deportista francés que compitió en esgrima, especialista en la modalidad de espada.
Participó en tres Juegos Olímpicos de Verano, obteniendo en total cinco medallas: oro y plata en Londres 1908, plata y bronce en Amberes 1920 y oro en París 1924.

## Palmarés internacional
| Juegos Olímpicos | Juegos Olímpicos      | Juegos Olímpicos  | Juegos Olímpicos   |
| Año              | Lugar                 | Medalla           | Prueba             |
| ---------------- | --------------------- | ----------------- | ------------------ |
| 1908             | Londres (Reino Unido) | Medalla de oro    | Espada por equipos |
| 1908             | Londres (Reino Unido) | Medalla de plata  | Espada individual  |
| 1920             | Amberes (Bélgica)     | Medalla de plata  | Espada individual  |
| 1920             | Amberes (Bélgica)     | Medalla de bronce | Espada por equipos |
| 1924             | París (Francia)       | Medalla de oro    | Espada por equipos |